# Lubachowy
Lubachowy est une localité polonaise de la gmina de Moskorzew, située dans le powiat de Włoszczowa en voïvodie de Sainte-Croix.